# Cáucaso septentrional

Mapa del Cáucaso Norte. Comprende ciertas repúblicas rusas como Daguestán, y algunas zonas del norte de Georgia y el noreste de Azerbaiyán.

El Cáucaso septentrional, Norte o Ciscaucasia, es la denominación de la zona septentrional de la región del Cáucaso; políticamente pertenece en su totalidad a Rusia, concretamente a su parte europea. En Rusia, el término también se usa como sinónimo de la región económica del Cáucaso Septentrional y del Distrito federal del Cáucaso Septentrional.
Geográficamente, también podemos incluir a algunas zonas del noreste azerí, aproximadamente coincidiendo con la región económica de Quba-Khachmaz. 
Ciscaucasia incluye las siguientes repúblicas de la Federación de Rusia: Daguestán, Chechenia, Ingusetia, Osetia del Norte - Alania, Karacháyevo-Cherkesia, Kabardino-Balkaria y el krai de Stávropol, pertenecientes al Distrito federal del Cáucaso Septentrional, así como el krai de Krasnodar y la república  Adigueya, pertenecientes al Distrito federal del Sur.
- Datos: Q37736
- Multimedia: North Caucasus / Q37736